# 1. slovenská národní hokejová liga
1. slovenská národní hokejová liga (zkráceně 1. SNHL) byla v letech 1969 až 1993 společně s 1. českou národní hokejovou ligou (1. ČNHL) druhou nejvyšší hokejovou soutěží v Československu. Nejlepší týmy jednotlivých ročníků se utkávaly s vítězem 1. ČNHL a vítěz této série postupoval do nejvyšší soutěže, zatímco nejhorší celky sestupovaly do 2. SNHL (před vznikem 2. SNHL do hokejových divizí).

## Historie
Soutěž vznikla v roce 1969, kdy se 2. československá hokejová liga rozdělila na dvě části, a to 1. ČNHL a 1. SNHL. Zanikla v roce 1993 s rozpadem Československa. Její nástupkyní se stala 1. hokejová liga SR.

## Vítězové
| Sezóna  | Vítěz                                                                                                 | Výsledek |
| ------- | --- | --- |
| 1969-70 | LVS Poprad                                                                                            | V kvalifikaci o nejvyšší soutěž tým Popradu neuspěl |
| 1970-71 | HK Dukla Trenčín                                                                                      | V kvalifikaci o nejvyšší soutěž tým Trenčína neuspěl |
| 1971-72 | ŠK Liptovský Mikuláš                                                                                  | V kvalifikaci o nejvyšší soutěž tým Liptovského Mikuláše neuspěl |
| 1972-73 | LB Zvolen                                                                                             | V kvalifikaci o nejvyšší soutěž tým Zvolena neuspěl |
| 1973-74 | ŠK Liptovský Mikuláš                                                                                  | TJ Gottwaldov - ŠK Liptovský Mikuláš 4:1 na zápasy (9:2, 8:2, 4:5, 3:1, 8:2) |
| 1974-75 | LB Zvolen                                                                                             | Ingstav Brno - LB Zvolen 4:1 na zápasy (4:2, 6:1, 1:2, 6:1, 5:0) |
| 1975-76 | LB Zvolen                                                                                             | TJ Gottwaldov - Lokomotíva Bučina Zvolen 4:3 na zápasy (6:0, 4:2, 1:4, 1:3, 5:3, 1:4, 4:2) |
| 1976-77 | HK Dukla Trenčín                                                                                      | Slezan STS Opava - HK Dukla Trenčín 2:4 na zápasy (7:2, 3:0, 0:5, 2:3, 2:5, 3:4) |
| 1977-78 | Lokomotiva Bučina Zvolen                                                                              | TJ Gottwaldov - Lokomotiva Bučina Zvolen 4:2 na zápasy (3:5, 2:1, 0:3, 4:3, 5:2, 4:0) |
| 1978-79 | Spartak Dubnica nad Váhom                                                                             | Škoda Plzeň - Spartak Dubnica nad Váhom 3:1 na zápasy (2:4, 6:1, 6:3, 6:0) |
| 1979-80 | Spartak Dubnica nad Váhom                                                                             | TJ Gottwaldov - Spartak Dubnica nad Váhom 3:1 na zápasy (2:3, 3:1, 4:2, 7:3) |
| 1980-81 | PS Poprad                                                                                             | Zetor Brno - PS Poprad 3:2 na zápasy (3:1, 2:3, 3:4, 5:2, 4:3) |
| 1981-82 | Slovan Bratislava                                                                                     | Meochema Přerov - Slovan Bratislava 0:3 na zápasy (4:7, 1:10, 1:7) |
| 1982-83 | HK Dukla Trenčín                                                                                      | DS Olomouc - HK Dukla Trenčín 0:3 na zápasy (5:10, 2:5, 1:8) |
| 1983-84 | Plastika Nitra                                                                                        | V kvalifikační skupině o 1. ligu Nitra neuspěla |
| 1984-85 | PS Poprad                                                                                             | V kvalifikační skupině o 1. ligu Poprad neuspěl |
| 1985-86 | VTJ Michalovce                                                                                        | TJ Vítkovice - VTJ Michalovce 3:0 na zápasy (4:0, 8:4, 6:2) |
| 1986-87 | Plastika Nitra                                                                                        | Poldi SONP Kladno - Plastika Nitra 3:0 na zápasy (5:3, 4:1, 8:3) |
| 1987-88 | Plastika Nitra                                                                                        | TJ Vítkovice - Plastika Nitra 3:0 na zápasy (2:1, 4:2, 6:3) |
| 1988-89 | Partizán Liptovský Mikuláš a Plastika Nitra                                                           | V prolínací soutěži ani jeden z týmů neuspěl |
| 1989-90 | Slovan Bratislava a Plastika Nitra                                                                    | V prolínací soutěži uspěly oba týmy |
| 1990-91 | ŠKP PS Poprad                                                                                         | Přímý postup |
| 1991-92 | AC Nitra                                                                                              | Motor České Budějovice - AC Nitra 3:1 na zápasy (6:4, 1:3, 3:2, 5:2) vítěz série postoupil přímo, poražený hrál baráž proti předposlednímu z nejvyšší soutěže: HC Poprad - AC Nitra 3:0 na zápasy (3:1, 3:0, 3:1) |
| 1992-93 | AC Nitra, HK 32 Liptovský Mikuláš, Hutník ZŤS Martin, ZPA Prešov, ZTK Zvolen a Štart Spišská Nová Ves | Přímý postup do Slovenské extraligy 1993/1994 |

Pozn. Postupující do nejvyšší soutěže jsou označeni tučně.